# Coupe du Maroc de football
Cet article traite de la Coupe du Trône masculine. Pour la compétition féminine, voir Coupe du Trône féminine.
Pour les articles homonymes, voir Trône (homonymie).
La Coupe du Maroc de football baptisé anciennement Coupe du Sultan et depuis 1946 Coupe du Trône est une compétition de football à élimination directe, organisée annuellement par la LNFP est ouverte aux clubs amateurs et professionnels qui lui sont affiliés. Elle est la 2e compétition de football du pays, son trophée avait l'habitude d'être remis à l'équipe victorieuse par le roi ou par un prince de la Famille royale marocaine entre 1946 et 2019. Le vainqueur de la coupe avait l'habitude de participer en Coupe des coupes de la CAF et depuis 2004 il s'offre une place qualificative pour la Coupe de la confédération.
L'Olympique Club de Safi est le tenant du titre étant détenteur de l'édition 2023/24.

## Histoire

### Début
Pendant la période du protectorat français, exactement en 1916, le Maroc a vu la création d'une nouvelle compétition baptisée Coupe du Sultan (par rapport à s.a.i. le sultan sidi Youssef ben Hassan), organisé par la Fédération marocaine des sports athlétiques (FMSA), dont la 1re édition a été remportée par le Club Athlétique Militaire de Salé, (1er club champion du Maroc aussi) qui a pris l'honneur d'emporter son 1er trophée de la coupe du Maroc, en faveur de l'Union Sportive de Rabat sur le score de 2 buts à 0 au stade de mechouar (terrain vague du palais royal).
Depuis 1919, la Ligue du Maroc de Football Association (LMFA) a surnommé la compétition en plusieurs fois par rapport aux moments où elle s'est jouée, par exemple Coupe d'Honneur à plusieurs reprises, ou bien Coupe d'Automne (dans une reprise) et aussi Coupe du Travail lors de l'édition de 1944... Jusqu'à l'édition 1946, où elle a porté le nouveau surnom, Coupe du Trône, surnom qu'elle a gardée jusqu'à aujourd'hui.

### Domination des coqs
Ensuite, l'US Marocaine a dominé la compétition en remportant sept sacres. Après avoir remporté l'édition 1945, l'AS Police s'est devenue la 1re équipe de la division corporatif a dû remporter le titre.
Elle était la coupe nationale principale du pays qui réunit toutes ses équipes dont les vainqueurs des coupes régionales organisées par les ligues régionales de la LMFA, pour dessiner le vainqueur du compétition qui se qualifiait directement pour la supercoupe marocaine (intitulée au début Coupe Gil jusqu'à 1949, et Coupe Djebari jusqu'à 1955) mais aussi pour avoir l'honneur d'être le qualifié d'office pour représenté le Maroc en Coupe des coupes de l'ULNA.

### Le doublé du MCO et malédiction du WAC
Cette section ne s'appuie pas, ou pas assez, sur des sources secondaires ou tertiaires indépendantes du sujet. Le texte peut contenir des analyses inexactes ou inédites de sources primaires.
Pour l'améliorer, ajoutez-en, ou placez des modèles {{Source secondaire souhaitée}} ou {{Source secondaire nécessaire}} sur les passages mal sourcés. (mai 2022)

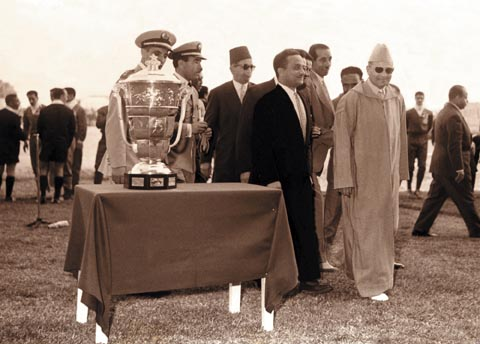
Mohammed V (roi du Maroc) et son ami Mohamed Benjelloun président-fondateur du WAC.

La Fédération royale marocaine de football fondée en 1957 soit quelque temps après l'indépendance du Maroc, a guidé la nouvelle édition de la Coupe du Maroc. Cette compétition a gardé le surnom de Coupe du Trône. Le choix de garder cette appellation n’est pas fortuit, puisque c’est l’époque où le sultan Mohammed Ben Youssef devient roi, et où les différentes forces politiques du pays se disputent le pouvoir. L’objectif, derrière cette appellation, est aussi de garder l'amour entre le peuple et la famille alaouite.
En septembre 1956 redémarre donc le championnat marocain avec 16 équipes. En même temps, la deuxième épreuve est basée cette fois sur le système éliminatoire. Elle permet aux petites équipes des divisions inférieures de se mesurer aux grandes et d’avoir le temps de quelques matchs avec l'élite.
La nouvelle édition de la coupe du Trône de football débute en 1956, et après les huitièmes de finale, les huit clubs les plus prestigieux du Maroc devront se disputer pour remporter la toute première édition de la coupe du Trône. Finalement, lors des quarts de finale, le Mouloudia Club d'Oujda réussit à éliminer l'USM de Casablanca sur le score de 1-0. Le Wydad AC lui, réussit à passer au demi-finales facilement en battant le Difaâ d'El Jadida sur le score de 3-0. Les deux autres clubs présents en demi-finale sont le Kawkab de Marrakech, celui-ci bat le MAS de Fès sur le score de 2-1 et le Stade Marocain élimine le Fath Union Sport de Rabat au cours d'un derby Rbati. Les demi-finales opposèrent le Mouloudia Club d'Oujda au Stade Marocain et le Kawkab de Marrakech au Wydad Athletic Club, finalement les deux clubs qui s'opposeront pour la finale sont le Mouloudia Club d'Oujda qui bat le Stade Marocain sur le score de 4-2 et le Wydad Athletic Club qui est victorieux face au Kawkab de Marrakech sur le score de 3-0.
La finale s'est déroulée le 23 novembre 1956 à Casablanca devant plus de 30 000 spectateurs au Stade d'honneur. Ce match opposa le meilleur club marocain, le grand WAC face au MCO. L'arbitre de cette rencontre fut Boubker Lazrak. La rencontre débute plutôt serrée mais lors de la 10e minute, l'attaquant du Mouloudia Club d'Oujda Braizat marque un très beau but face au gardien du WAC, Benjilali. Après la fin de la première mi-temps, c'était le Mouloudia Club d'Oujda qui menait au score mais dans la 60e minute, Patrice Mayet inscrit un pénalty et égalise pour l'empereur. Lorsque l'arbitre Boubker Lazrak siffle la fin de la rencontre, la Fédération royale marocaine de football décide que le premier ayant marqué remporte le titre, en pratiquant la loi (avant la création des tirs au but par la FIFA), donc c'est le Mouloudia Club d'Oujda qui remporte sa première coupe du Trône. En effet, les deux buts marqués lors de cette finale ont été les réalisations des joueurs français internationaux : Braizat pour MCO, et Mayet pour le WAC.

### 1959-1960: Retour du Mouloudia d'Oujda
L'édition de 1959 a vu le premier sacre d'un club de la 2e division, il s'agit de l'Association sportive des forces armées royales (Champion du Maroc de la 2e division en titre).

### Le MCO est de retour

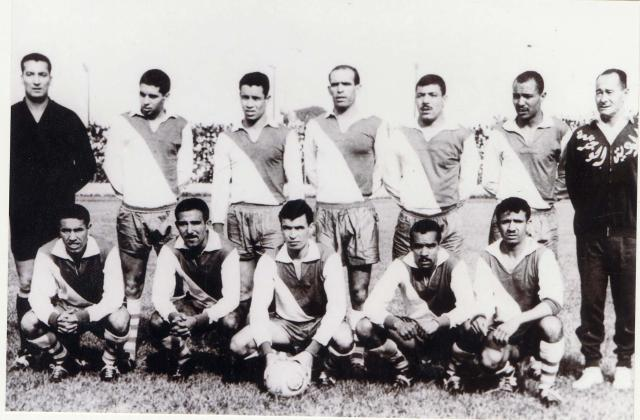
Mouloudia Club d'Oujda en 1960.

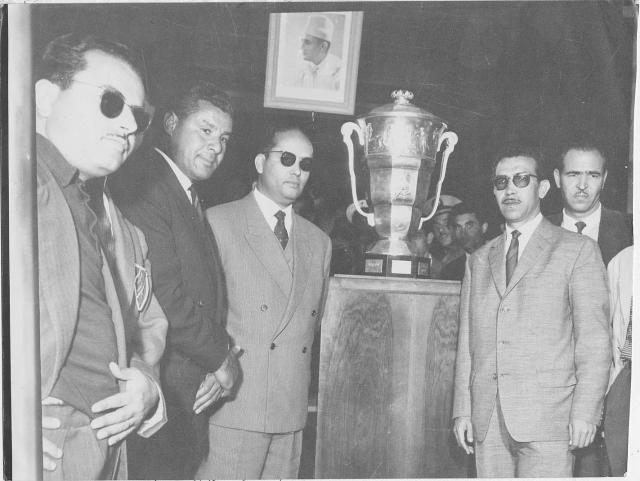
Mouloudia Club d'Oujda vainqueur Coupe du Trône 1960.

Arbitrée par M. Boukili Mohamed Salih, en présence de SAR le Prince Héritier Moulay Hassan et de le roi de la Jordanie Hussein, le 24 avril 1960.
Composition de l'équipe du MCO lors de la finale de 1960 contre le Fath Union Sport de Rabat.
Benbrahim (ent), Sabi, Moussa, Lasni, Azzaoui, Chellal, Larabi, Madani (cap), Kaddour, Cherraka, Dey, Moulay Koriche (SG), Taleb (Ancien GB), Touhami, Si Hmida (qu'on appelait affectueusement Boulganine et Belouchi).

### 1962-1965: Domination du Kakwab de Marrakech et le triplé
Finale 1962-1963 : Kawkab Athletic Club Marrakech vs Hassania d'Agadir (HUSA) 3-2
Finale 1963-1964 le 28 juin: Kawkab Athletic Club Marrakech vs Wydad Athletic Club (WAC) 3-2

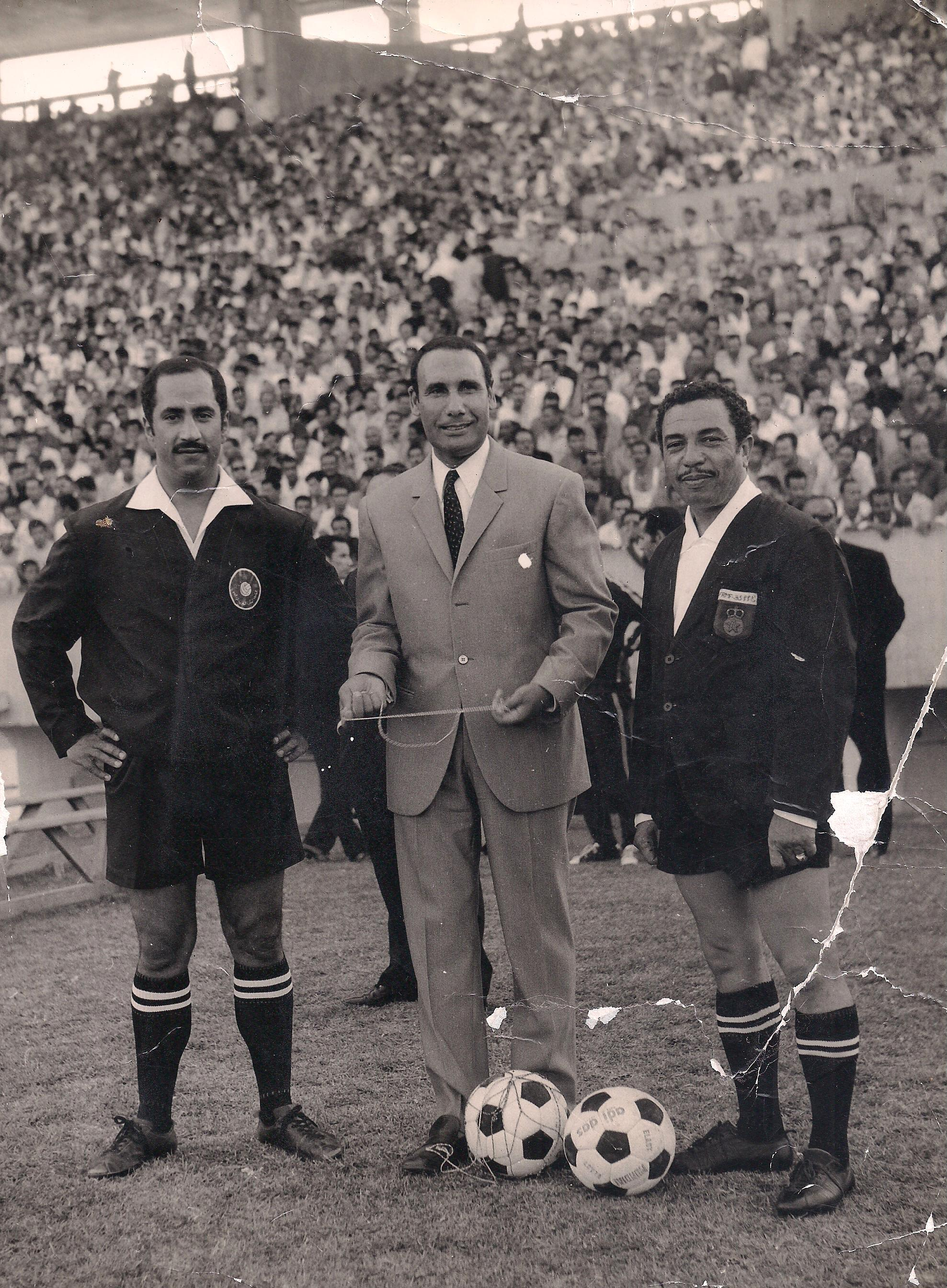
M. BOUKILI Arbitre à droite, M. BENJELLOUN juge de touche, Délégué de la FRMF

Finale 1964-1965 le 13 juin: Kawkab Athletic Club Marrakech vs Raja Club Athletic (RCA) 3-1
Arbitrées par M.Boukili Mohamed Salih.

### 1970: La Coupe pour le Wydad
En fin, le Wydad vient de remporter la coupe pour la toute première fois, c'est en 1969-1970 à Casablanca en battant la Renaissance Sportive de Settat par un but à zéro.

### 1978, 1979, 1981: Domination Wydadie
1978, 1979 et 1981 c'est la triplette pour les amis de Aherdan, après avoir gagné la première finale à Tétouan en battant la Renaissance Sportive du Kénitra sur le score de trois buts à zéro.

## Palmarès
| Édition                                  | Vainqueur                                    | Score                                        | Finaliste                                    | Lieu de la finale                            |
| ---------------------------------------- | -------------------------------------------- | -------------------------------------------- | -------------------------------------------- | -------------------------------------------- |
| 1915-16                                  | CAM Salé                                     | 2 - 0                                        | US Rabat                                     | Rabat                                        |
| Résultats indisponible de 1917 à 1922    |                                              |                                              |                                              |                                              |
| 1922-23                                  | US Marocaine                                 | 1 - 0                                        | ASTF Meknès                                  | Casablanca                                   |
| 1923-24                                  | US Fès                                       | 3 - 0                                        | USD Meknès                                   | Fès                                          |
| 1924-25                                  | OM Rabat                                     | 1 - 0                                        | Racing AC                                    | Rabat                                        |
| 1925-26                                  | OM Rabat (2)                                 | 3 - 1                                        | US Marocaine                                 | Rabat                                        |
| 1926-27                                  | US Athlétique                                | 1 - 0                                        | Association Sportive des PTT                 | Casablanca                                   |
| Résultats indisponible de 1928 à 1931    |                                              |                                              |                                              |                                              |
| 1931-32                                  | Association Sportive des PTT                 | 1 - 0                                        | US Athlétique                                | Casablanca                                   |
| 1932-33                                  | Maghreb SR                                   | 1 - 0                                        | US Marocaine                                 | Rabat                                        |
| 1933-34                                  | SA Marrakech                                 | 2 - 1                                        | Racing AC                                    | Marrakech                                    |
| 1934-35                                  | Racing AC                                    | 5 - 0                                        | IC Marocain                                  | Casablanca                                   |
| 1935-36                                  | US Marocaine (2)                             | 1 - 0                                        | Association Sportive des PTT                 | Casablanca                                   |
| 1936-37                                  | US Athlétique (2)                            | 3 - 0                                        | Association Sportive des PTT                 | Rabat                                        |
| 1937-38                                  | US Marocaine (3)                             | 1 - 0                                        | SA Marrakech                                 | Casablanca                                   |
| 1938-39                                  | US Marocaine (4)                             | 2 - 1                                        | OM Rabat                                     | Rabat                                        |
| 1939-40                                  | US Marocaine (5)                             | 1 - 0                                        | Racing AC                                    | Casablanca                                   |
| 1940-41                                  | US Marocaine (6)                             | 2 - 0                                        | CS Marocain                                  | Rabat                                        |
| Résultats non disponible en 1942 et 1943 |                                              |                                              |                                              |                                              |
| 1943-44                                  | US Marocaine (7)                             | 3 - 2                                        | Racing AC                                    | Casablanca                                   |
| 1944-45                                  | AS Police                                    | 2 - 1                                        | SCT Étoile                                   | Rabat                                        |
| 1945-46                                  | Majd Al Madina                               | 1 - 0                                        | AS Marrakech                                 | Rabat                                        |
| 1946-47                                  | Majd Al Madina (2)                           | 2 - 1                                        | Takdoum de Fès                               | Rabat                                        |
| 1947-48                                  | CT Maroc                                     | 2 - 1                                        | SCC Roches Noires                            | Rabat                                        |
| 1948-49                                  | Maghreb SR (2)                               | 1 - 0                                        | SCC Mohammédia                               | Rabat                                        |
| 1949-50                                  | US Safi                                      | 2 - 1                                        | US Kacemi                                    | Rabat                                        |
| 1950-51                                  | CS Marocain                                  | 3 - 1                                        | US Safi                                      | Rabat                                        |
| 1951-52                                  | USD Meknès                                   | 0 - 0 (7-4 tab)                              | SCC Roches Noires                            | Casablanca Meknès                            |
| Résultats indisponible de 1953 à 1955    |                                              |                                              |                                              |                                              |
| 1955-56                                  |                                              | Néant                                        | Charaf HA AS Oudayas                         | Rabat                                        |
| 1956-57                                  | MC Oujda (1)                                 | 1 - 1                                        | Wydad AC                                     | Casablanca                                   |
| 1957-58                                  | MC Oujda (2)                                 | 2 - 1                                        | Wydad AC                                     | Casablanca                                   |
| 1958-59                                  | AS FAR (1)                                   | 1 - 0                                        | MC Oujda                                     | Casablanca                                   |
| 1959-60                                  | MC Oujda (3)                                 | 1 - 0                                        | Fath US                                      | Casablanca                                   |
| 1960-61                                  | Kénitra AC (1)                               | 1 - 0                                        | Wydad AC                                     | Casablanca                                   |
| 1961-62                                  | MC Oujda (4)                                 | 1 - 0                                        | Kawkab de Marrakech                          | Casablanca                                   |
| 1962-63                                  | Kawkab de Marrakech (1)                      | 3 - 2                                        | Hassania d'Agadir                            | Casablanca                                   |
| 1963-64                                  | Kawkab de Marrakech (2)                      | 3 - 2                                        | Wydad AC                                     | Casablanca                                   |
| 1964-65                                  | Kawkab de Marrakech (3)                      | 3 - 1                                        | Raja CA                                      | Casablanca                                   |
| 1965-66                                  | CODM de Meknès(1)                            | 2 - 0                                        | Maghreb de Fès                               | Casablanca                                   |
| 1966-67                                  | FUS de Rabat (1)                             | 2 - 0                                        | Renaissance de Settat                        | Casablanca                                   |
| 1967-68                                  | Racing AC (2)                                | 1 - 0                                        | Raja CA                                      | Casablanca                                   |
| 1968-69                                  | Renaissance de Settat (1)                    | 2 - 1                                        | KAC de Kénitra                               | Casablanca                                   |
| 1969-70                                  | Wydad AC (1)                                 | 1 - 0                                        | Renaissance de Settat                        | Casablanca                                   |
| 1970-71                                  | AS FAR (2)                                   | 1 - 1 (8-7 tab)                              | Maghreb de Fès                               | Casablanca                                   |
| 1971-72                                  | Finale non-jouée (Coup d'État des aviateurs) | Finale non-jouée (Coup d'État des aviateurs) | Finale non-jouée (Coup d'État des aviateurs) | Finale non-jouée (Coup d'État des aviateurs) |
| 1972-73                                  | FUS de Rabat (2)                             | 3 - 2                                        | Ittihad Khémisset                            | Agadir                                       |
| 1973-74                                  | Raja CA (1)                                  | 1 - 0                                        | Maghreb de Fès                               | Casablanca                                   |
| 1974-75                                  | Chabab Mohammédia (1)                        | 2 - 0                                        | Union de Sidi Kacem                          | Casablanca                                   |
| 1975-76                                  | FUS de Rabat (3)                             | 1 - 0                                        | KAC de Kénitra                               | Tanger                                       |
| 1976-77                                  | Raja CA (2)                                  | 1 - 0                                        | Difaâ d'El Jadida                            | Rabat                                        |
| 1977-78                                  | Wydad AC (2)                                 | 3 - 0                                        | Renaissance de Kénitra                       | Tétouan                                      |
| 1978-79                                  | Wydad AC (3)                                 | 2 - 1                                        | Chabab Mohammédia                            | Casablanca                                   |
| 1979-80                                  | Maghreb de Fès (1)                           | 1 - 0                                        | Union de Sidi Kacem                          | Casablanca                                   |
| 1980-81                                  | Wydad AC (4)                                 | 2 - 1                                        | CODM de Meknès                               | Rabat                                        |
| 1981-82                                  | Raja CA (3)                                  | 1 - 0                                        | Renaissance de Kénitra                       | Casablanca                                   |
| 1982-83                                  | Centrale Laitière AS (1)                     | 1 - 1 (5-4 tab)                              | Raja CA                                      | Casablanca                                   |
| 1983-84                                  | AS FAR (3)                                   | 1 - 0                                        | Renaissance de Kénitra                       | Casablanca                                   |
| 1984-85                                  | AS FAR (4)                                   | 3 - 0                                        | Difaâ d'El Jadida                            | Rabat                                        |
| 1985-86                                  | AS FAR (5)                                   | 3 - 1                                        | Difaâ d'El Jadida                            | Rabat                                        |
| 1986-87                                  | Kawkab de Marrakech (4)                      | 4 - 0                                        | Renaissance Berkane                          | Casablanca                                   |
| 1987-88                                  | Maghreb de Fès (2)                           | 0 - 0 (4-2 tab)                              | AS FAR                                       | Rabat                                        |
| 1988-89                                  | Wydad AC (5)                                 | 2 - 0                                        | Olympique de Khouribga                       | Rabat                                        |
| 1989-90                                  | Centrale Laitière AS (2)                     | 0 - 0 (4-2 tab)                              | AS FAR                                       | Rabat                                        |
| 1990-91                                  | Kawkab de Marrakech (5)                      | 2 - 1                                        | KAC de Kénitra                               | Rabat                                        |
| 1991-92                                  | Centrale Laitière AS (3)                     | 1 - 0                                        | Raja CA                                      | Marrakech                                    |
| 1992-93                                  | Kawkab de Marrakech (6)                      | 1 - 0                                        | Maghreb de Fès                               | Rabat                                        |
| 1993-94                                  | Wydad AC (6)                                 | 1 - 0                                        | OC Khouribga                                 | Casablanca                                   |
| 1994-95                                  | FUS de Rabat (4)                             | 2 - 0                                        | OC Khouribga                                 | Rabat                                        |
| 1995-96                                  | Raja CA (4)                                  | 1 - 0                                        | AS FAR                                       | Fès                                          |
| 1996-97                                  | Wydad AC (7)                                 | 1 - 0                                        | Kawkab de Marrakech                          | Rabat                                        |
| 1997-98                                  | Wydad AC (8)                                 | 2 - 1                                        | AS FAR                                       | Rabat                                        |
| 1998-99                                  | AS FAR (6)                                   | 1 - 0                                        | Chabab Mohammédia                            | Rabat                                        |
| 1999-00                                  | Majd Al Madina (3)                           | 1 - 1 (5-4 tab)                              | Renaissance de Settat                        | Rabat                                        |
| 2000-01                                  | Wydad AC (9)                                 | 1 - 0                                        | Maghreb de Fès                               | Rabat                                        |
| 2001-02                                  | Raja CA (5)                                  | 2 - 0                                        | Maghreb de Fès                               | Rabat                                        |
| 2002-03                                  | AS FAR (7)                                   | 1 - 0                                        | Wydad AC                                     | Rabat                                        |
| 2003-04                                  | AS FAR (8)                                   | 0 - 0 (3-0 tab)                              | Wydad AC                                     | Rabat                                        |
| 2004-05                                  | Raja CA (6)                                  | 0 - 0 (5-4 tab)                              | OC Khouribga                                 | Rabat                                        |
| 2005-06                                  | OC Khouribga (1)                             | 1 - 0                                        | HUS Agadir                                   | Rabat                                        |
| 2006-07                                  | AS FAR (9)                                   | 1 - 1 (5-3 tab)                              | Rachad Bernoussi                             | Fès                                          |
| 2007-08                                  | AS FAR (10)                                  | 1 - 0                                        | Maghreb de Fès                               | Rabat                                        |
| 2008-09                                  | AS FAR (11)                                  | 1 - 1 (5-4 tab)                              | Fath US                                      | Rabat                                        |
| 2009-10                                  | Fath US (5)                                  | 2 - 1                                        | Maghreb de Fès                               | Rabat                                        |
| 2010-11                                  | Maghreb de Fès (3)                           | 1 - 0                                        | CODM de Meknès                               | Rabat                                        |
| 2011-12                                  | Raja CA (7)                                  | 0 - 0 (5-4 tab)                              | AS FAR                                       | Rabat                                        |
| 2012-13                                  | DH El Jadida (1)                             | 0 - 0 (5-4 tab)                              | Raja CA                                      | Rabat                                        |
| 2013-14                                  | Fath US (6)                                  | 2 - 0                                        | RS Berkane                                   | Rabat                                        |
| 2014-15                                  | OC Khouribga (2)                             | 0-0 (4-1 tab)                                | Fath US                                      | Tanger                                       |
| 2015-16                                  | Maghreb de Fès (4)                           | 2 - 1 a.p.                                   | OC Safi                                      | Laâyoune                                     |
| 2016-17                                  | Raja CA (8)                                  | 1 - 1 (3-1 tab)                              | DH El Jadida                                 | Rabat                                        |
| 2017-18                                  | RS Berkane (1)                               | 2 - 2 (3-2 tab)                              | Wydad Fès                                    | Rabat                                        |
| 2018-19                                  | Tihad AS (1)                                 | 2 - 1                                        | HUS Agadir                                   | Oujda                                        |
| 2019-20                                  | AS FAR (12)                                  | 3 - 0                                        | Moghreb Tetouan                              | Agadir                                       |
| 2020-21                                  | RS Berkane (2)                               | 0 - 0 (3-2 tab)                              | Wydad AC                                     | Rabat                                        |
| 2021-22                                  | RS Berkane (3)                               | 1 - 0                                        | Raja CA                                      | Rabat                                        |
| 2022-23                                  | Raja CA (9)                                  | 2 - 1                                        | AS FAR                                       | Agadir                                       |
| 2023-24                                  | OC Safi (2)                                  | 1 - 1 (6-5 tab)                              | RS Berkane                                   | Fès                                          |

## Bilan par club
| Rang | Club                 | Vainqueur | Finaliste | Années                                                                 |
| ---- | -------------------- | --------- | --------- | ---------------------------------------------------------------------- |
| 1    | ASFAR                | 12        | 6         | 1959, 1971, 1984, 1985, 1986, 1999, 2003, 2004, 2007, 2008, 2009, 2020 |
| 2    | Wydad AC             | 9         | 7         | 1970, 1978, 1979, 1981, 1989, 1994, 1997, 1998, 2001                   |
| 3    | Raja CA              | 9         | 6         | 1974, 1977, 1982, 1996, 2002, 2005, 2012, 2017, 2023                   |
| 4    | US Marocaine         | 7         | 2         | 1923, 1936, 1938, 1939, 1940, 1941, 1944                               |
| 5    | Fath US              | 6         | 2         | 1967, 1973, 1976, 1995, 2010, 2014                                     |
| 5    | KAC Marrakech        | 6         | 2         | 1963, 1964, 1965, 1987, 1991, 1993                                     |
| 7    | Maghreb AS           | 4         | 8         | 1980, 1988, 2011, 2016                                                 |
| 8    | MC Oujda             | 4         | 1         | 1957, 1958, 1960, 1962                                                 |
| 9    | RS Berkane           | 3         | 3         | 2018, 2021, 2022                                                       |
| 10   | Centrale Laitière AS | 3         | 1         | 1983, 1990, 1992                                                       |
| 11   | Majd Al Madina       | 3         | 0         | 1946, 1947, 2000                                                       |
| 12   | Racing AC            | 2         | 5         | 1935, 1968                                                             |
| 13   | OC Khouribga         | 2         | 4         | 2006, 2015                                                             |
| 14   | OC Safi              | 2         | 2         | 1950, 2024                                                             |
| 15   | US Athlétique        | 2         | 1         | 1927, 1937                                                             |
| 15   | Maghreb SR           | 2         | 1         | 1933, 1949                                                             |
| 17   | DH Jadida            | 1         | 4         | 2013                                                                   |
| 17   | SCC Mohammédia       | 1         | 4         | 1975                                                                   |
| 19   | RS Settat            | 1         | 3         | 1969                                                                   |
| 19   | Kénitra AC           | 1         | 3         | 1961                                                                   |
| 19   | ASPTT Casablanca     | 1         | 3         | 1932                                                                   |
| 22   | COD Meknès           | 1         | 2         | 1966                                                                   |
| 22   | CS Marocain          | 1         | 2         | 1951                                                                   |
| 24   | USD Meknès           | 1         | 1         | 1952                                                                   |
| 24   | SA Marrakech         | 1         | 1         | 1934                                                                   |
| 26   | Tihad AS             | 1         | 0         | 2019                                                                   |
| 26   | CT Marocaine         | 1         | 0         | 1948                                                                   |
| 26   | AS Police            | 1         | 0         | 1945                                                                   |
| 26   | US Fès               | 1         | 0         | 1924                                                                   |
| 26   | CAM Salé             | 1         | 0         | 1916                                                                   |
| 31   | RS Kénitra           | 0         | 3         |                                                                        |
| 31   | HUS Agadir           | 0         | 3         |                                                                        |
| 31   | US Kacemi            | 0         | 3         |                                                                        |
| 34   | SCC Roches Noires    | 0         | 2         |                                                                        |
| 35   | WA Fès               | 0         | 1         |                                                                        |
| 35   | CR Bernoussi         | 0         | 1         |                                                                        |
| 35   | IZ Khémisset         | 0         | 1         |                                                                        |
| 35   | MA Tetouan           | 0         | 1         |                                                                        |
| 35   | Charaf Rabat         | 0         | 1         |                                                                        |
| 35   | AS Oudayas           | 0         | 1         |                                                                        |
| 35   | Al-Takdoum de Fès    | 0         | 1         |                                                                        |
| 35   | AS Marrakech         | 0         | 1         |                                                                        |
| 35   | Étoile JSC           | 0         | 1         |                                                                        |
| 35   | Idéal CM             | 0         | 1         |                                                                        |
| 35   | ASTF Meknès          | 0         | 1         |                                                                        |